# Réseau radio du futur
 (octobre 2024).
Le réseau radio du futur (RRF) est un projet de réseau de télécommunications numérique ayant vocation à remplacer les réseaux de télécommunications utilisés par les services publics français (Police nationale, Gendarmerie, pompiers, SAMU, Administration pénitentiaire, douanes, OIV,...) à partir de 2025.
Lancé en 2019 sous la direction du préfet Guillaume Lambert, le projet RRF est développé à partir de 2023 au sein d'un établissement public  administratif (EPA) : l'Agence des communications mobiles opérationnelles de sécurité et de secours (ACMOSS).

## Contexte
Les services de sécurité et de secours français utilisent chacun des réseaux propres, non parfaitement interopérables (bien qu’en pratique connectés au sein de l’Infrastructure Nationale Partageable des Transmissions).
La police utilise ACROPOL, la gendarmerie RUBIS et CORAIL NG, les pompiers Antares, etc. Ils reposent la plupart sur la norme TETRAPOL et ont été développés par Airbus Defence and Space (Matra-Communications à l'origine). Cette technologie date des années 90 et serait désormais obsolète. D'après une étude du Sénat datant de 2022, le système est déjà saturé en région parisienne, et serait très difficile à maintenir au-delà de 2025.
Le projet de rénovation technique est lancé en 2016, et annoncé dès 2017. Le budget total du ministère de l'Intérieur pour ce projet est de 700 millions d'euros, mais pourrait coûter jusqu'à 2 milliards d'euros dans son ensemble. Le projet s'inscrit dans le cadre de la loi d’orientation et de programmation du ministère de l’Intérieur (Lopmi) 2022-2027.
Il devait être déployé dès 2024 (avant les Jeux Olympiques), après une période d'essai de 19 mois, mais le lancement a été repoussé à 2025.

## Fonctionnement
Le réseau radio du futur sera utilisé par les différents services de secours. Il s'agira d'un réseau hybride, qui utilisera principalement la 4G, puis la 5G, mais disposant également de capacités en radio sur la bande de fréquence 700 MHz. Contrairement aux systèmes précédents, il permettra la géolocalisation en direct, d'envoyer des électrocardiogrammes, ou encore de passer des appels vidéos. Il sera utilisé sur des téléphones portables dotés d'une carte SIM permettant la connexion au réseau RRF.
Il utilisera les infrastructures commerciales des réseaux d'Orange et de Bouygues Telecom, et bénéficiera d'un accès en itinérance (S8HR) avec les autres opérateurs nationaux, puis internationaux. Par ailleurs, dans un second temps, il utilisera les infrastructures de certains réseaux privés en itinérance (S8HR) ou en partage d'accès radio (RAN sharing en MOCN). Le système en lui-même sera principalement réalisé par un consortium d'Airbus et de Capgemini, et le système d'information sera réalisé par Atos.